# Stuck with Me
„Stuck with Me” – piosenka kalifornijskiego zespołu Green Day, pochodzącego ze Stanów Zjednoczonych. Grupa grająca muzykę Punk Rock. Utwór "Stuck With Me" została 27 grudnia 1995 roku wydany i rozesłany do rozgłośni radiowej jak i telewizyjnej, jako drugi singiel z czwartej płyty Insomniac. Autorem tekstu jest Billie Joe Armstrong, który wraz z częścią zespołu skomponował melodię. Producentem singla jest Rob Cavallo.
Interpretacja piosenki jest o kimś niedocenianym przez otoczenie, o kimś kto przegrał całe swoje życie. Nazwa piosenki powstała przez pomyłkę, kiedy to ktoś ze studia nagraniowego pomylił tytuł z inną piosenką, konkretnie "Do Da Da". Ostatecznie jednak pomyłka nie została zlikwidowana, ponieważ muzycy uznali, że tak będzie lepiej.
Do "Stuck With Me" został nakręcony teledysk. Pierwsza część teledysku została zaprezentowana w czerni i bieli i pokazuje zespół wykonujący utwór. Natomiast druga część wideoklipu można już oglądać w kolorze, pokazuje ona animowane postacie graficzne, które są umieszczone na okładce płyty "Insomniac". Reżyserem teledysku jest "Mark Kohr".
Green Day często wykonywał ten utwór podczas trasy koncertowej Insomniac Tour, promującej płytę Insomniac. W późniejszym czasie piosenka była sporadycznie grana przez zespół podczas następnych tras koncertowych. Utwór można jeszcze usłyszeć na albumie EP koncertowym Foot In Mouth.